# Kościół św. Antoniego Padewskiego w Starym Polichnie
Kościół pw. św. Antoniego Padewskiego w Starym Polichnie – katolicki kościół parafialny znajdujący się w Starym Polichnie (gmina Santok).

## Historia
Świątynia poewangelicka, pochodząca z 1828 lub 1826, przebudowana w XIX i XX wieku, odnowiona w 1958 z przystosowaniem do nowej liturgii (usunięcie architektonicznego ołtarza ambonowego, skrócenie empor, wymiana ławek i zmiana ich układu). Szachulcowo-murowana, jednonawowa, na planie prostokąta, z dachem naczółkowym i niewielką wieżą obitą blachą. Obok kościoła stoi metalowy Krzyż Wdzięczności odsłonięty 13 czerwca 2000 oraz pomnik ofiar I wojny światowej, służący jako cokół kapliczki maryjnej.
Świątynia powstała po wielkim pożarze, jaki strawił prawie całą wieś w 1826. Obecną ufundowała rodzina von Brand. Organy, w 1850, ufundowali natomiast kolatorzy z Gralewa i Lipek Wielkich. Świątynię wzniesiono na planie prostokąta i pierwotnie była ona prawdopodobnie nieco dłuższa niż obecnie.
Ściana zachodnia została przebudowana z szachulcowej na murowaną, zapewne po 1937. Wzbogacono ją też niewielką, powojenną przybudówką. Zamurowano także wejście umieszczone od strony północnej, likwidując jego architektoniczne obramienie. W powstałą pomiędzy słupami przestrzeń wprowadzono rygle, dostosowując ten fragment do całości. Wewnątrz skrócono empory i założono boazerię, zasłaniając oryginalnie odsłonięty strop belkowy.

### Po II wojnie światowej
Jako katolicką poświęcono świątynię 26 grudnia 1945 (filia parafii w Gralewie). W 1988 powołano tu parafię poprzez wyłączenie Gościnowa i Starego Polichna z parafii Gralewo oraz Dobrojewa i Santoka z parafii Lipki Wielkie.
W 1971 obiekt wpisano do rejestru zabytków pod nr 2113.

## Galeria

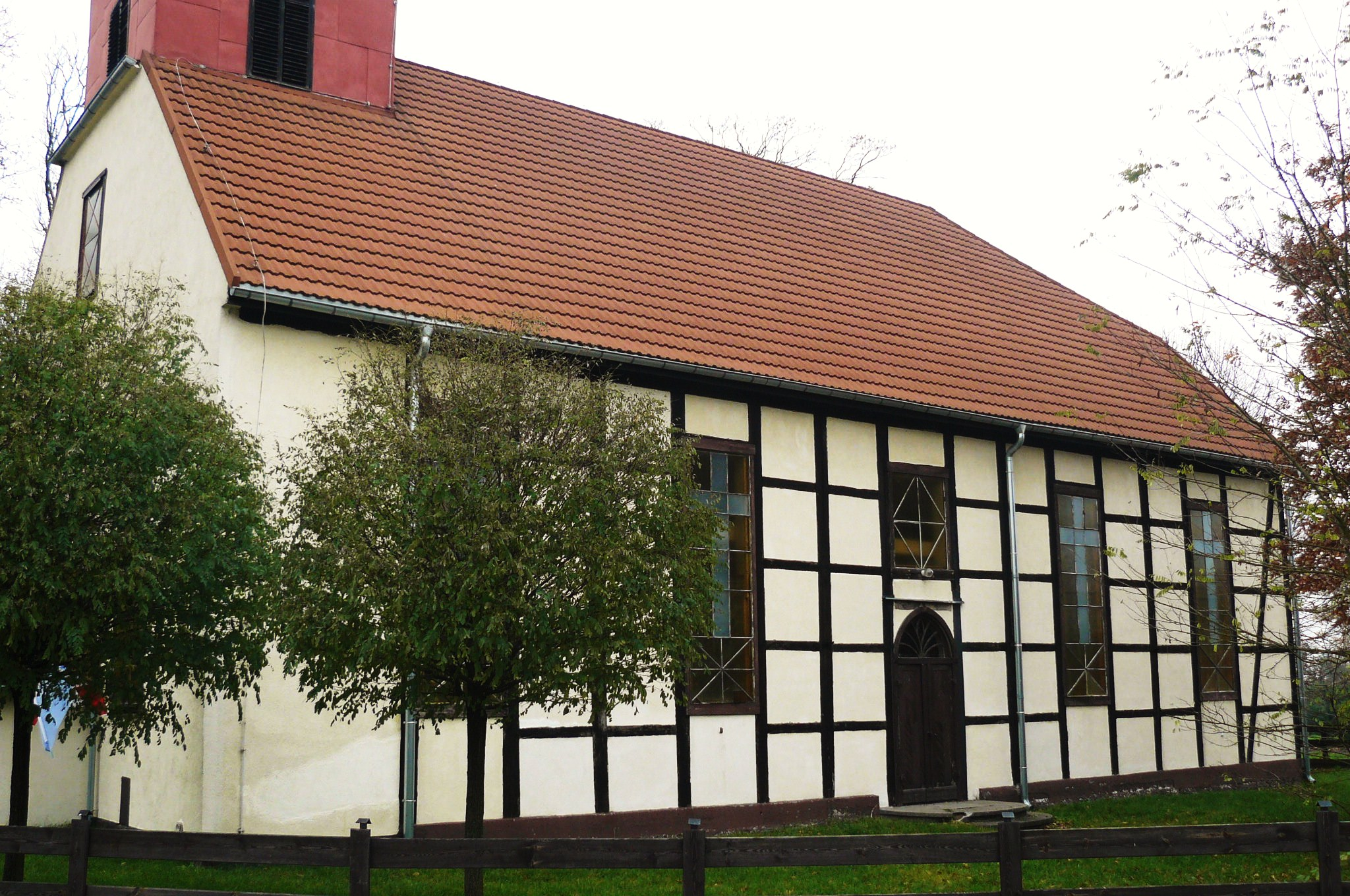
Elewacja boczna
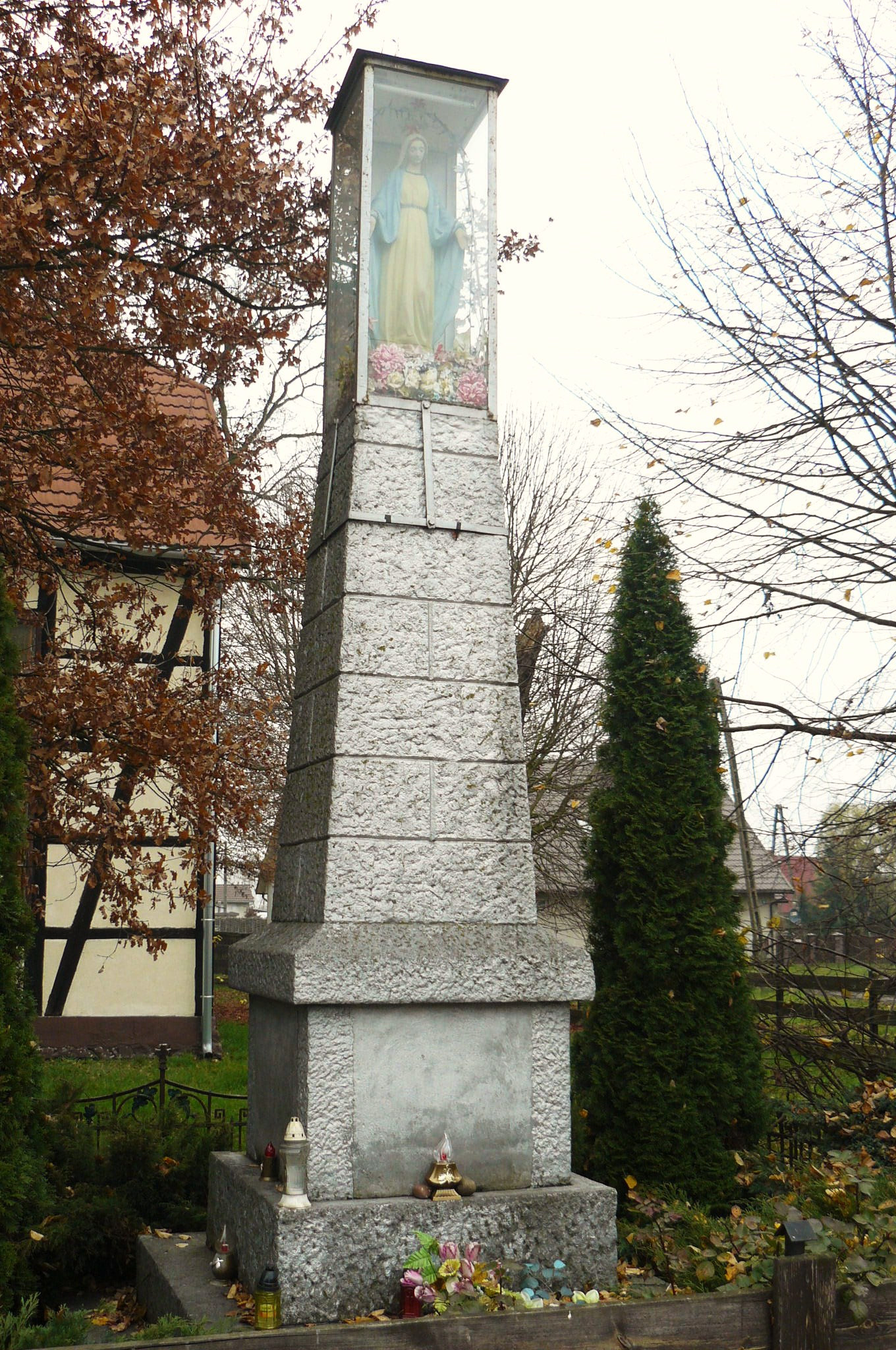
Kapliczka maryjna
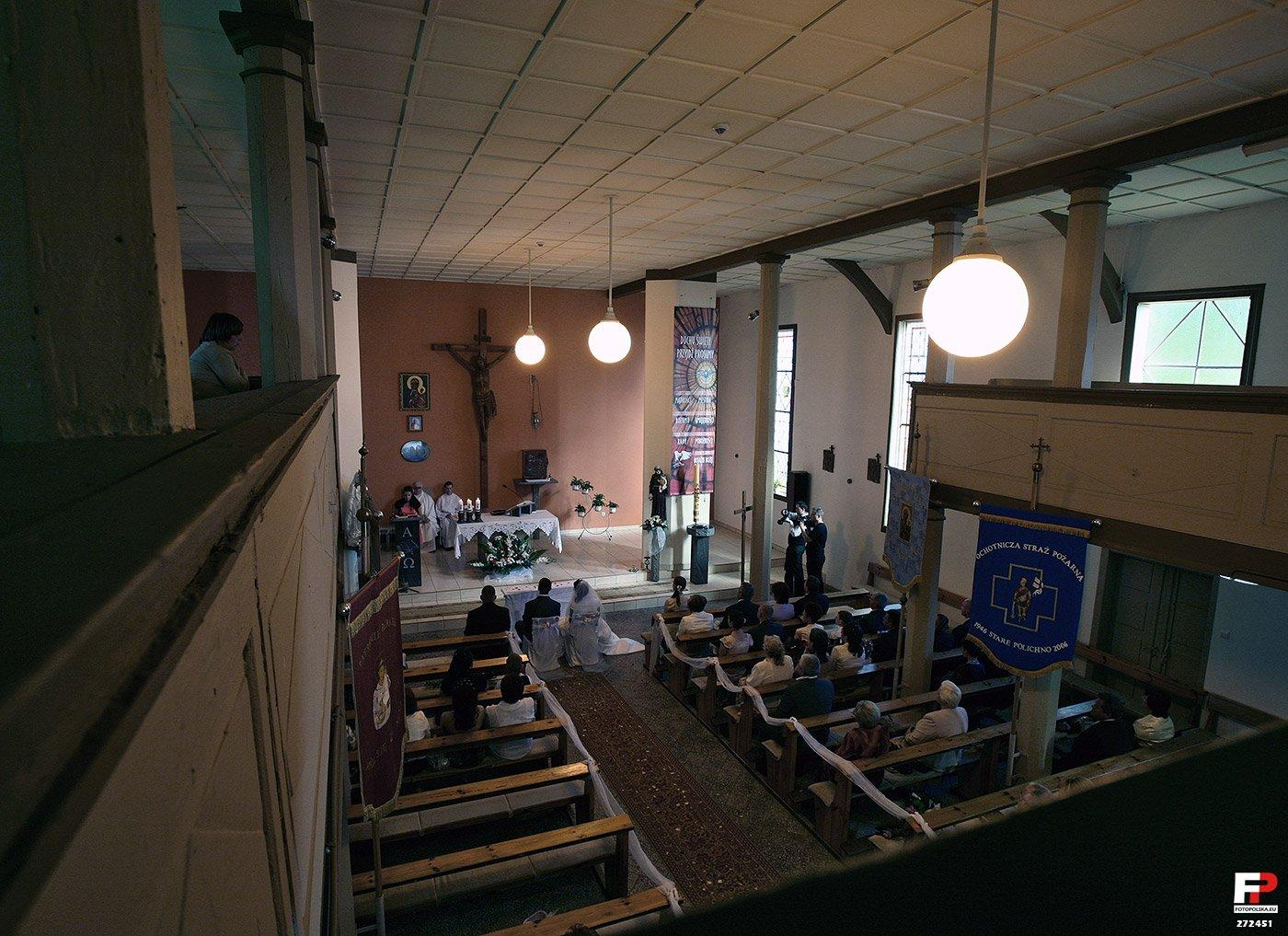
Wnętrze